# Словеначка кухиња
Словеначка кухиња  (словен. slovenska kuhinja) је под утицајем разноликости словеначког пејзажа, климе, историје и суседних култура. Водећи словеначки етнолози су 2016. године поделили земљу на 24 гастрономске регије.  Прву куварску књигу на словеначком језику објавио је Валентин Водник 1798. године.

## Храна и јела
Супе су релативно нови изум у словеначкој кухињи, али има их преко 100. Раније су постојале разне врсте каша, чорби и јела у једном лонцу. Најчешће супе без меса биле су посне и обичне. Типично јело је алелуја, супа од коре репе и познато јело током поста. Најчешћа месна супа је говеђа супа са резанцима, која се често служи недељом као део недељног ручка (јунећа супа, пржени кромпир, пржени бифтек и зелена салата). За празнике и празнике често постоји избор говеђе супе са резанцима или крем супе од печурака. Свињетина је популарна и уобичајена свуда у Словенији. Живина је такође често популарна. У различитим деловима Словеније постоји велики избор меса. У Белој Крајини и Словеначком приморју једу се овчетина и коза. На Дан Светог Мартина се слави уз јела као што су печена гуска, патка, ћуретина или пилетина уз црвени купус и млинце. У Доњој Краијини и Нотрањској јели су печене пухове и препелице. Све до куге ракова 1880-их, племенити ракови су били извор прихода и често на јеловнику у Доњој Крајини и Нотрањској.
Маслачак је популаран као састојак салате у Словенији и вековима се скупља на пољима. И данас је салата од маслачка и кромпира веома цењена. Породице иду у експедиције брања маслачка и беру довољно за целу недељу. У средњем веку људи су јели жир и друго шумско воће, посебно у време глади. Кестени су били цењени, и служили су као основа за многа изузетна јела. Ораси и лешници се користе у колачима и десертима. Шумске јагоде, логанове малине, купине, боровнице биле су богат извор витамина. Печурке су одувек биле популарне, а Словенци су волели да их беру и једу. Постоји много варијанти. Мед је коришћен у знатној мери. Медењаци , који долазе у различитим облицима, су колачи од меда, који су најчешће срцоликог облика и често се користе као поклони.

## Заштићене намирнице и прехрамбени производи
Од јуна 2015. године 22 словеначка јела су заштићена на Европском нивоу:
- прлешка тунка, производ из Прлекије у источној Словенији, направљен од млевене масти и свињског меса.
- птујски лук (ptujski lük), врста лука срчастог облика, црвене боје, док ивица има интензивнију љубичасту нијансу.
- екстра девичанско маслиново уље из словеначке Истре (ekstra deviško oljčno olje Slovenske Istre), горко и љуто уље са јаком воћном аромом, произведено у словеначкој Истри.
- наношки сир (nanoški sir), од крављег млека, тврд, са малим рупицама величине грашка, мало сладак и љут.
- кочевски шумски мед (kočevski gozdni med), произведен у ширем кочевском крају.
- горњисавињски желодец, ваздушно сушени месни производ Горње Савињске долине, направљен од квалитетне сланине и свињског меса.
- шебрељски желодец, произведен у околини Церкна и Идрије, направљен од квалитетне сланине и свињског меса.
- идријски жликрофи (idrijski žlikrofi), мале куване кнедле пуњене кромпиром, луком и машћу.
- прекмурска гибаница, прекмурско пециво, направљено од осам слојева, садржи надјев од мака, ораха, јабука, сувог грожђа и рикоте.
- толминц сир (sir Tolminc), направљен од сировог крављег млека у околини Толмина, слатког је и љутог укуса.
- Бела крањска погача (belokranjska pogača), традиционални сомун из Беле Крајине.
- крашка пршута (kraški pršut), произведен на традиционалан начин на крашкој висоравни у југозападној Словенији.
- крашки врат (kraški zašink), месни производ цилиндричног облика од сушеног свињског врата.

## Традиционална словеначка јела
- Ајдови жганци
- Белокрањска повитица
- Бујта репа
- Фунштерц
- Кмечка поједина
- Крањска клобаса
- Матевж
- Мавжељ
- Межерли
- Минештра (минестроне)
- Обара
- Пирх
- Потица
- Прекмурска гибаница
- Ричет
- Шпеховка
- Випавска јота

### Супе и чорбе
- Бакалца
- Бобичи
- Бограч
- Јота
- Минештра
- Прежганка
- Шара
- Штајерска кисла јуха

### Вегетаријанска јела
- Ајдови жганци
- Алелуја
- Безгово цвртје
- Чомпе
- Фритаја
- Идријски жликрофи
- Јаболчна чежана
- Каша
- Крапи
- Масловник
- Матевж
- Медла
- Мешта
- Мочник
- Њоки
- Смојка
- Штрукљи

### Јела од меса
- Будељ
- Бујта репа
- Бунка
- Фурешна
- Јетрнице
- Крањска клобаса
- Крвавице
- Мавта
- Мавжељ
- Месо в тüнки
- Межерли
- Повијака
- Прата
- Пршут
- Шиванка
- Швацет
- Вампи
- Засека
- Желодец (стомацх)

### Десерти и пецива
- Боби
- Бухтељни
- Цмоки
- Хајдињача
- Кремснита
- Крхки фланцати
- Крофи
- Квасеница
- Мишке
- Млинци
- Оцвирковица
- Пинца
- Погача
- Посоланка
- Повитица ор Потица
- Прекмурска гибаница
- Шаркељ
- Шкофјелошки крухек
- Шпеховка
- Вртанек
- Злеванка

### Пиће
- Брињевец
- Боровничке
- Јаболчник
- Чешњевец
- Цвичек
- Теран
- Кисло млеко
- Шабеса
- Сливовка
- Толковец
- Тропиновец
- Пињенец
- Унион пиво
- Лашко/Златорог пиво